# Chrysopilus kincaidi
Chrysopilus kincaidi är en tvåvingeart som beskrevs av Hardy 1949. Chrysopilus kincaidi ingår i släktet Chrysopilus och familjen snäppflugor.
Artens utbredningsområde är Washington. Inga underarter finns listade i Catalogue of Life.